# 国道401号

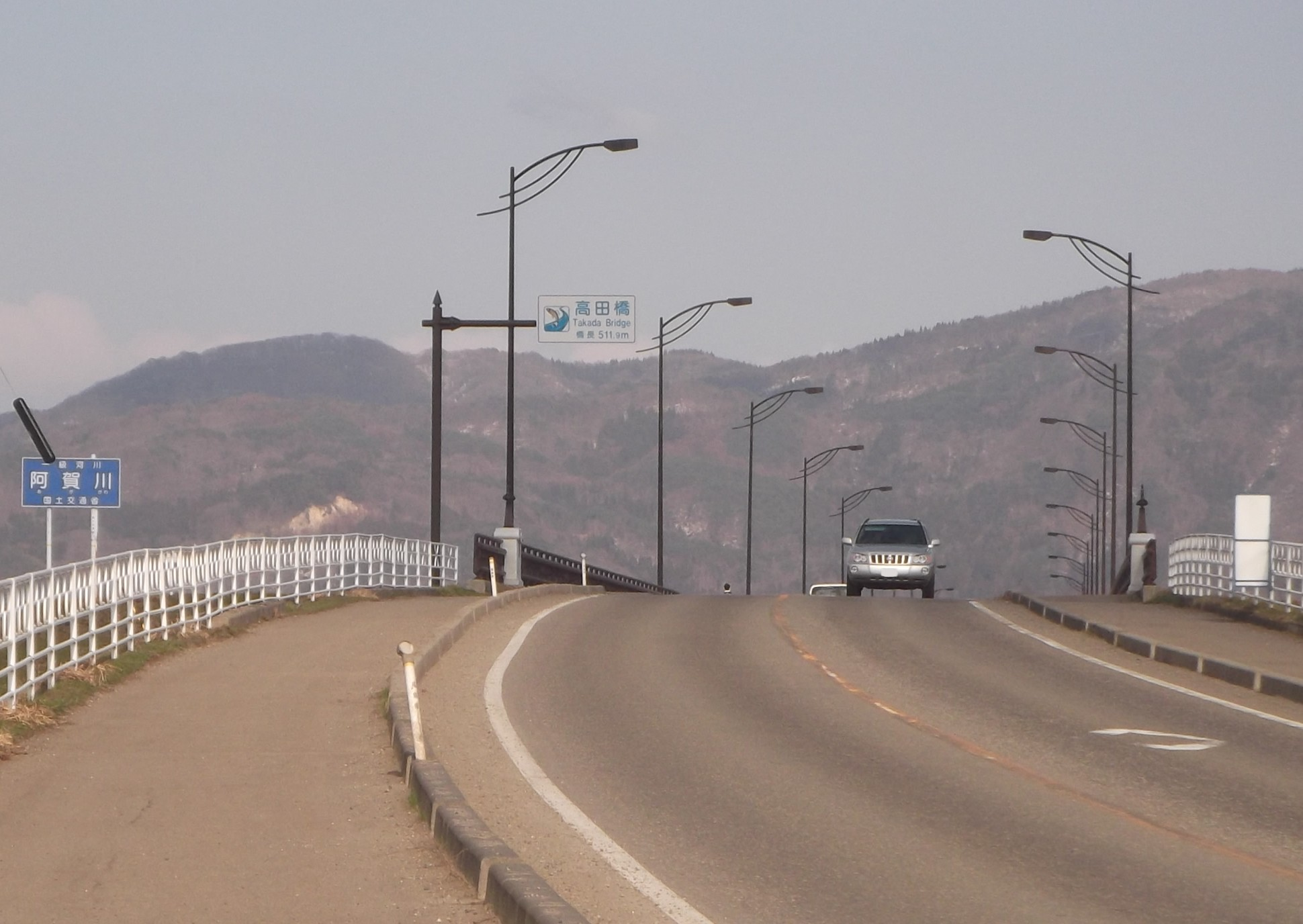
高田橋（福島県会津若松市）

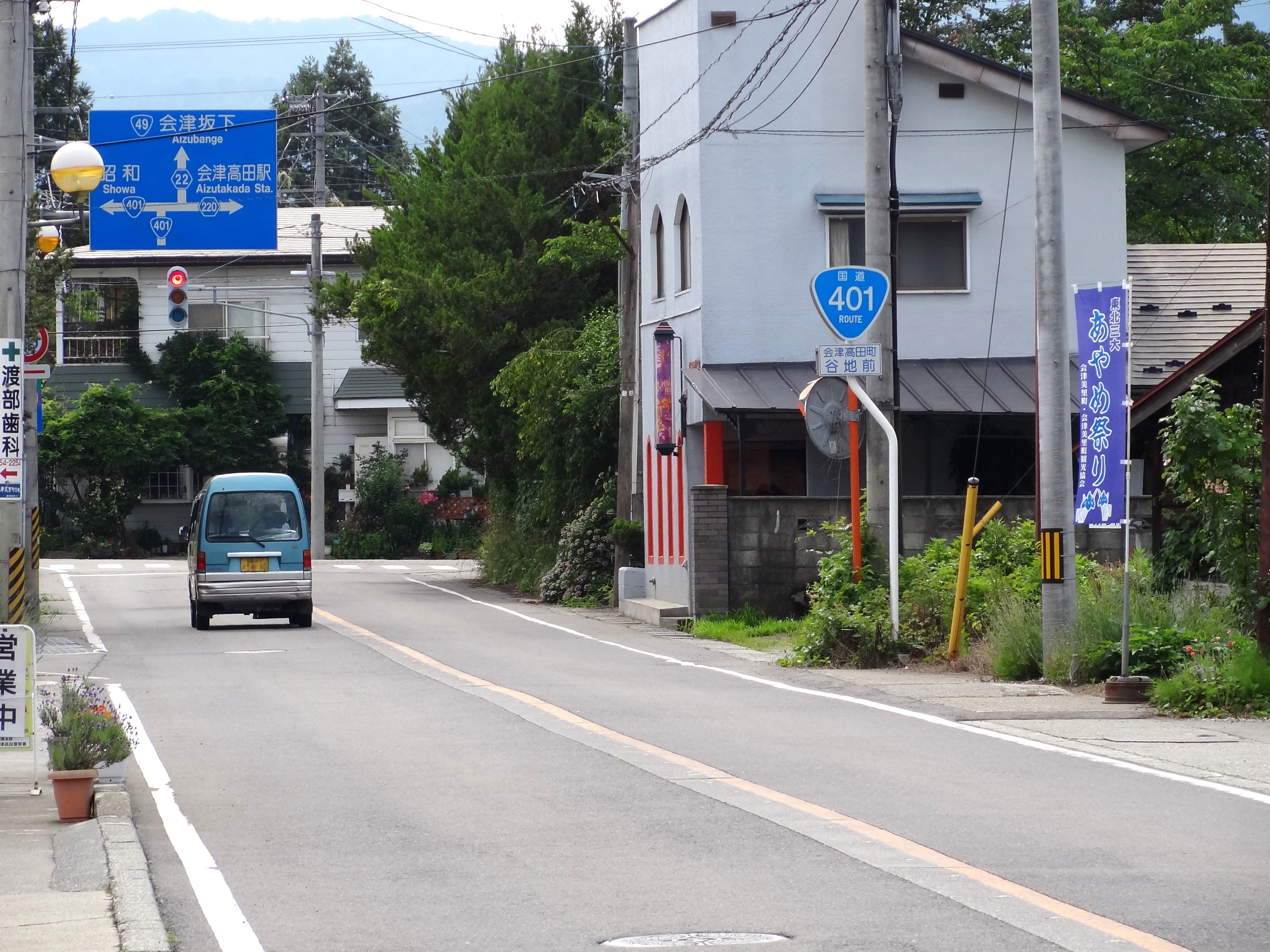
福島県会津美里町字谷地前付近

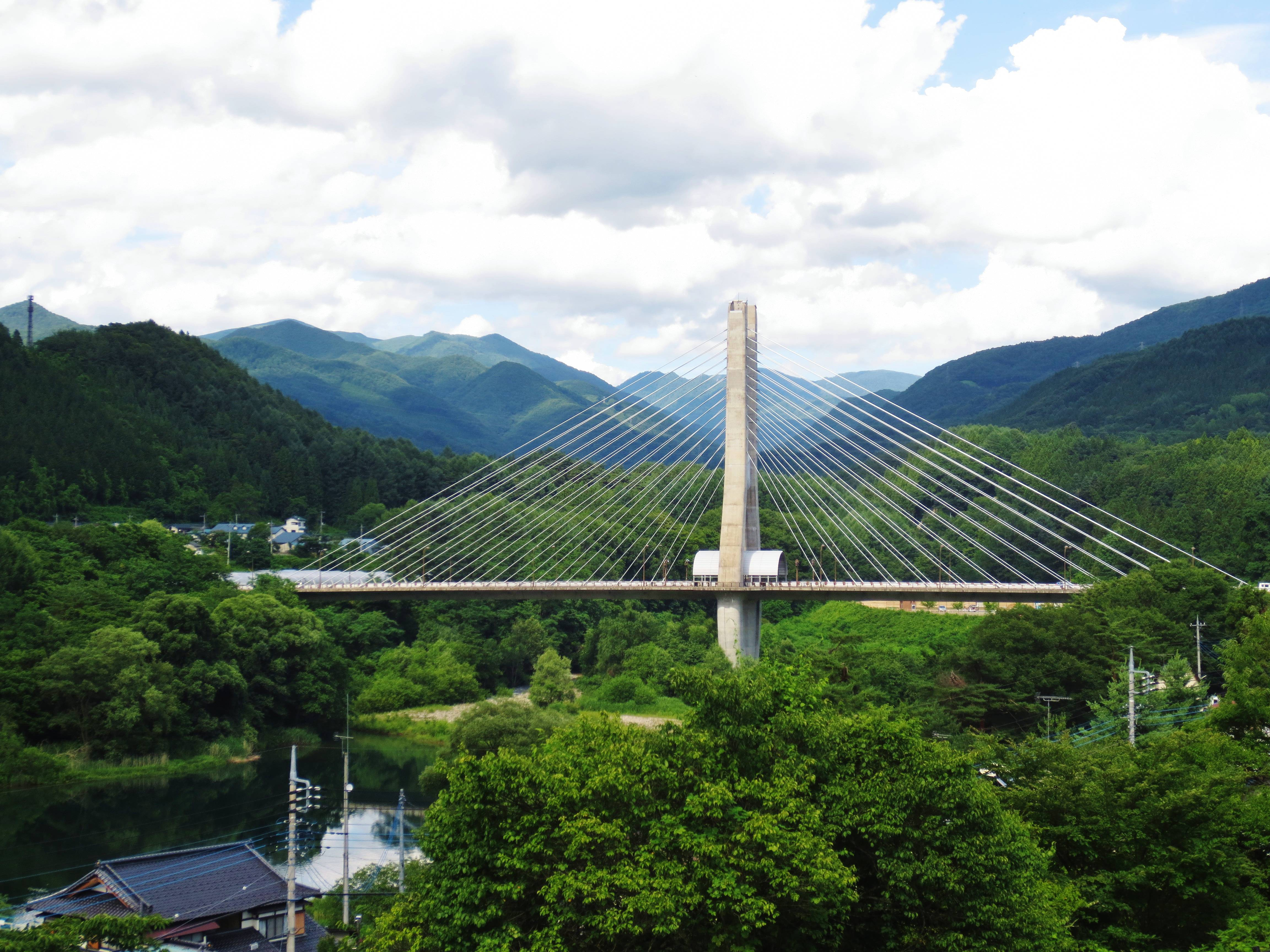
尾瀬大橋（群馬県片品村）

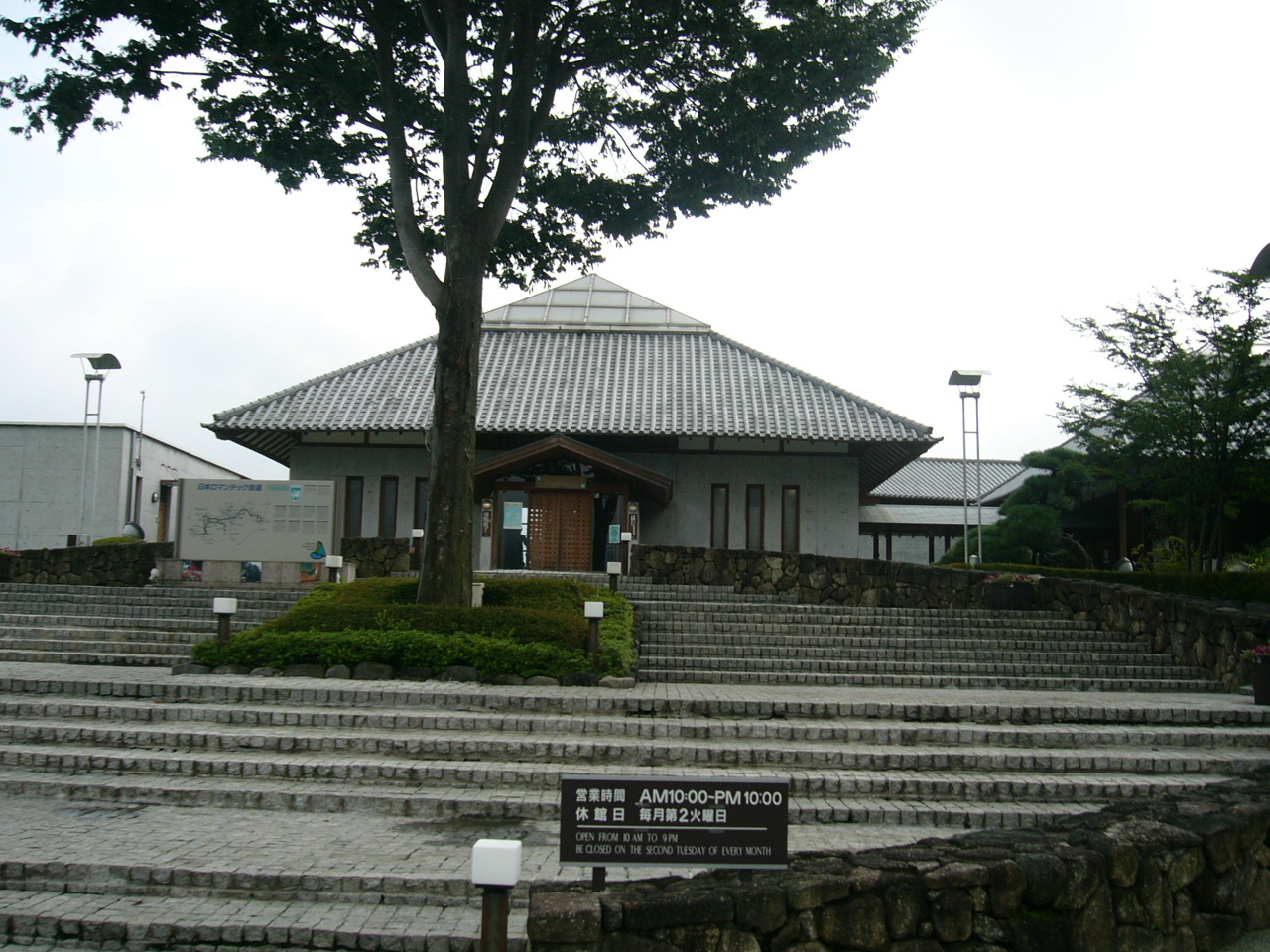
道の駅白沢

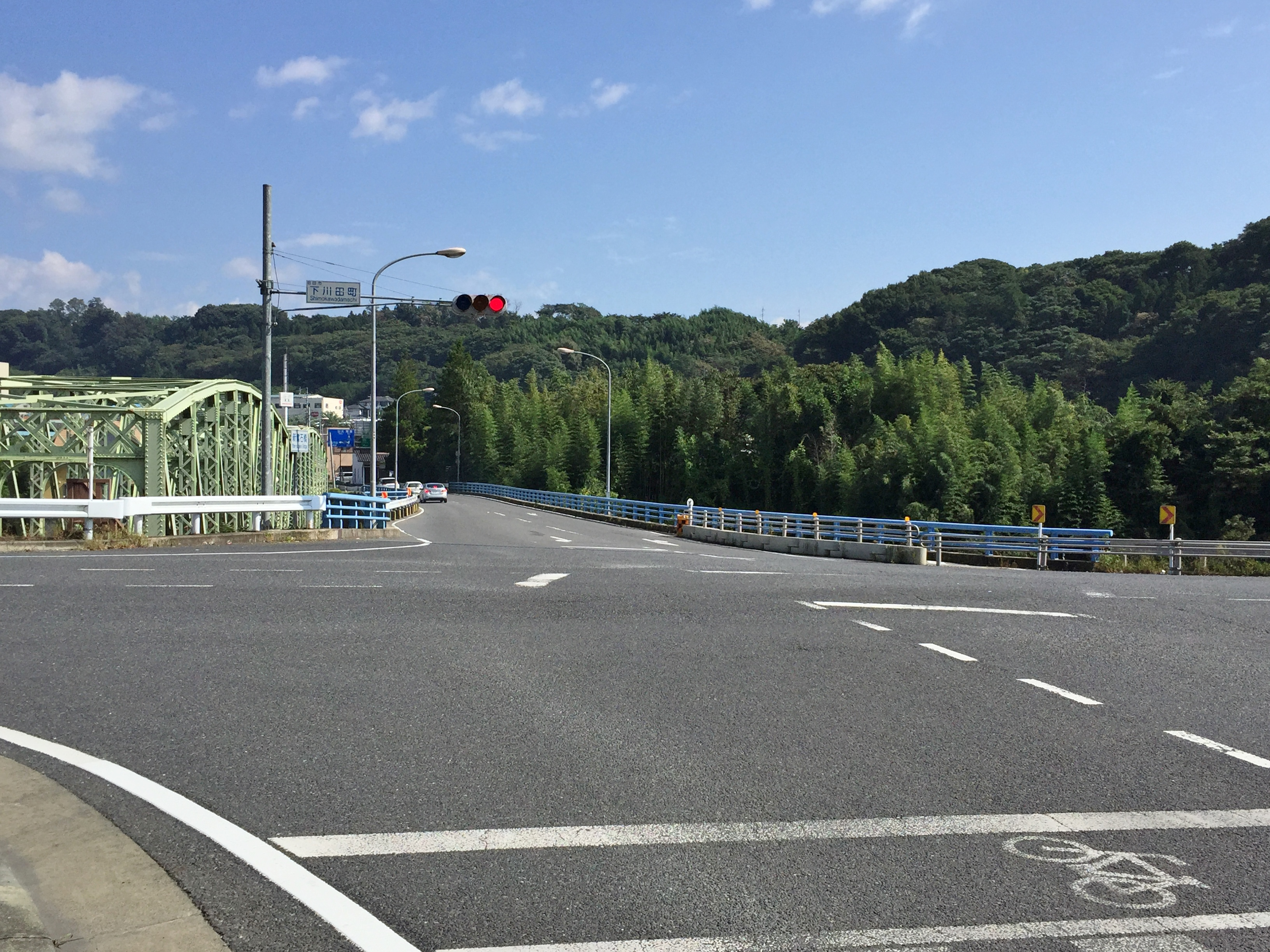
沼田市・下川田町交差点
（終点、2015年9月）
↑方向（奥・新鷺石橋）が国道120号・国道291号・国道401号、↘方向（手前）が国道145号、←方向が国道17号、→方向が国道17号・国道291号である。

国道401号（こくどう401ごう）は、福島県会津若松市から群馬県沼田市に至る一般国道である。

## 概要
会津若松市北柳原交差点を起点とし、福島県南会津郡檜枝岐村や群馬県利根郡片品村を経由して南西方向に進み、沼田市下川田町交差点までを結ぶ。後述のように複数の重複区間を持つ。
さらに、福島県檜枝岐村にある国道352号重複線上の福島県道1号沼田檜枝岐線分岐点から、群馬県片品村大字戸倉にある大清水までの全長23.6 kmの区間は、未開通かつ今後の建設見込みもない区間であり、路線は県境を挟んで2つの区間に分断されている。未開通部には国立公園にも指定されている尾瀬の高原が広がっている。

### 路線データ
一般国道の路線を指定する政令に基づく起終点および重要な経過地は次のとおり。
- 起点：会津若松市（北柳原交差点 = 国道49号・国道121号交点、国道118号・国道294号終点）
- 終点：沼田市（下川田町交差点 = 国道17号・国道291号交点、国道120号・国道145号終点）
- 重要な経過地：福島県大沼郡昭和村、同県南会津郡南郷村[注釈 2]、同郡伊南村[注釈 2]、同郡檜枝岐村、群馬県利根郡片品村
- 総延長 : 190.6 km（福島県 131.6 km、群馬県 59.0 km）重用延長、未供用延長を含む。[3][注釈 3]
- 重用延長 : 80.2 km（福島県 50.4 km、群馬県 29.8 km）[3][注釈 3]
- 未供用延長 : 23.6 km（福島県 10.8 km、群馬県 12.8 km）[3][注釈 3]
- 実延長 : 86.8 km（福島県 70.4 km、群馬県 16.4 km）[3][注釈 3]
  - 現道 : 86.8 km（福島県 70.4 km、群馬県 16.4 km）[3][注釈 3]
  - 旧道 : なし[3][注釈 3]
  - 新道 : なし[3][注釈 3]
- 指定区間：なし[4]

## 歴史
1981年（昭和56年）4月30日の第4次一般国道改正に伴い、一般国道401号に指定された。
会津若松市から大沼郡会津美里町高田地内までは明治時代前半、三島通庸県令による会津三方道路整備から外れ、のちに柳津町軽井沢銀山と会津若松市を結ぶ「銀山新道」として整備された区間である。
群馬県・福島県にまたがる尾瀬の未開通区間は、古くから三平峠から沼山峠まで沼田街道が通じていて、交易路として利用されてきた。
尾瀬における道路開発は明治時代の頃から構想されてきたが、環境破壊を伴うとして1970年代の環境庁時代に中止となった。その後も具体的な道路計画はなく、路線区間変更が指定されない限り、半永久的に開通することはない。
尾瀬の車道建設阻止は、尾瀬の自然環境を3代にわたって守り続けてきた平野長蔵・長英・長靖の努力によるところが大きい。大正時代には電源開発のために尾瀬が水力発電所に必要なダム建設地の標的になり、長蔵と長英がこれを阻止してきた。昭和期の太平洋戦争後、尾瀬の美しい自然風景が全国に広く知れ渡るようになり、尾瀬を訪れる観光客が増えていったことから、対策として古来からある沼田街道を拡幅して、尾瀬まで車が乗り入れることを可能とする道路開発が行われ、昭和40年代までには沼山峠・三平峠・鳩待峠までの車道整備工事が進められてきた。道路が尾瀬湿原まで差し迫って来る中、1971年（昭和46年）になって尾瀬の長蔵小屋の3代目である長靖は、環境庁長官の大石武一に直談判してこの状況を伝え、尾瀬の道路建設工事中止を訴えた。大石は自らの足で現地を視察して確認し、建設推進派の田中角栄や、群馬・福島・新潟3県の知事らに対抗して、道路建設中止を決断した。

### 年表
- 1982年（昭和57年）4月1日 - 一般国道401号が指定される[9]。

## 路線状況

### 通称
- 会津沼田街道
  - 会津沼田街道は会津若松と沼田を結ぶ江戸時代までの街道である。会津側では沼田街道、沼田側では会津街道と呼ばれるほか、南会津郡辺りでは伊北街道[10]と呼ばれた。越後街道の気多宮から只見川、伊南川沿いに檜枝岐に達し、沼山峠を越えて国境の尾瀬沼に達する。尾瀬沼からは三平峠を越えて片品川沿いに沼田に達する。会津若松-檜枝岐の経由地は国道401号と異なる。会津からは米や酒、上州からは塩や油などが運ばれ、尾瀬沼の三平下辺りで中継されていた。沼田藩初代藩主の真田信之により整備がすすめられた。檜枝岐村の七入から沼山峠までの川沿いの区間はふくしま遊歩道50選に選ばれている。
- 尾瀬往還
- 中央通り（会津若松市）
- 高田橋通り（会津若松市）
- 奥利根ゆけむり街道（片品村戸倉 - 沼田市利根町平川・平川交差点）
- 日本ロマンチック街道（片品村鎌田・鎌田交差点 - 終点）

### バイパス
橋本バイパス（会津美里町）
博士峠工区（会津美里町 - 昭和村）
白沢バイパス（南会津町白沢）
- 起点 - 南会津郡南会津町白沢
- 終点 - 南会津郡南会津町白沢
- 全長 - 1,220 m
- 白沢集落を貫く、歩道のない幅員狭小区間を迂回するために集落の西側に建設され、2006年（平成18年）11月17日に開通した。南側で1993年（平成5年）12月28日に開通した倭橋（全長123.5 m）に接続する。旧道は2007年4月13日付で町道へ移管された。

土出戸倉バイパス（片品村）
- 起点 - 利根郡片品村戸倉
- 終点 - 利根郡片品村土出
- 全長 - 11,190 m
- 幅員狭小で急カーブが連続し急勾配となっている区間の改良を目的とした土出工区2,300mと、戸倉ダム建設に伴う付け替えを目的とした戸倉工区8,890mからなり、どちらも独立行政法人水資源機構の「戸倉ダム建設事業」の関連事業であった。平成5年度に事業化がされ、土出工区は平成17年度末で事業完了となるが、戸倉工区については「戸倉ダム建設事業」が平成15年度に事業中止の方針が決定されたため、平成17年度末で事業中止が決定。戸倉工区ではトンネル1本が平成9年に竣工したのみで、他は着工されないまま事業中止を迎えている。

椎坂バイパス（沼田市利根町大原 - 白沢町生枝・国道120号）

### 重複区間
- 国道118号（現道）、国道121号（起点 - 会津若松市明和町/館馬町/西年貢1丁目/古川町）
- 国道400号（昭和村両原 - 佐倉）
- 国道289号（南会津町界 - 山口）
- 国道352号（南会津町内川 - 檜枝岐村燧ケ岳・七入駐車場付近）
- 国道120号（片品村鎌田・鎌田交差点 - 終点）
- 国道291号（沼田市戸鹿野町・戸鹿野町交差点 - 終点）

### 道路施設

#### 橋梁
- 大橋（会津若松市 湯川）
- 馬橋（会津若松市 古川）
- 日吉跨線橋（会津若松市）
  - 全長：209.6 m
  - 幅員：20.0 m
  - 竣工：1980年[17]
  - JR東日本只見線と会津鉄道会津線の分岐点のすぐ南側にて両者を渡る。東詰は対馬館町、門田町大字日吉字笊籬田に、西詰は桜町、門田町大字日吉字丑渕に位置し、門田町と会津若松市中心部との境界を成す。橋上は周辺道路と合わせ片側2車線で整備され、上下線両側に歩道が設置されている。橋梁東側下部には福島県道路公社が運営する有料駐車場が設置されている。
- 高田橋（会津若松市 阿賀川）
- 胡桃橋（会津美里町 宮川）
- 落合橋（会津美里町 宮川）
- 殿小路橋（南会津町）
  - 全長：34.5 m
  - 幅員：6.5（17.0） m
  - 形式：鋼床版桁橋
  - 竣工：1995年
  - 南会津町古町で一級水系阿賀川水系小滝川を渡る。伊南村の中心市街地でありながら幅員が狭隘で歩車分離がなされていなかったことから、拡幅の上冬季の交通の安全性を確保するために1994年度より架け替え工事が行われた。総工費は3億6200万円[18]。
- さくら橋
  - 全長：20.4 m
  - 幅員：6.0（10.0） m
  - 形式：PC単純プレテンT桁橋
  - 竣工：2002年度
  - 南会津町白沢字下ノ原に位置し、一級水系阿賀野川水系伊南川支流の白沢川を渡る。橋上は上下対向2車線で供用され、上り線側に幅員2.5mの歩道が設置されている。白沢バイパスの整備と、白沢地区の圃場整備事業に伴い架設された。総工費は3600万円[19]。
- 倭橋（南会津町 伊南川）
- 戸倉大橋（片品村 片品川）
- 尾瀬古仲橋
  - 幅員：8.0 - 8.5（13.0 - 13.5） m
  - 形式：アーチ式鋼斜張橋
  - 竣工：2000年度
  - 片品村大字土出地内に位置し、一級水系利根川水系片品川を60度の鋭角交差で渡る。橋上は上下対向2車線で供用され、両側に幅員2.5mの歩道が設置されている。土出戸倉バイパス土出工区の整備に伴い架設された。本橋の架設によって、土出戸倉バイパス建設事業は全日本建設技術協会が選考する2000年度道路部門全建賞を受賞した[13]。
- 尾瀬大橋（片品村 小川）

#### トンネル
- 松坂第1トンネル（会津美里町宮川 - 松坂）
- 松坂第2トンネル（会津美里町松坂）
- 松坂第3トンネル（会津美里町松坂）
- 松坂第4トンネル（会津美里町松坂）
- 博士トンネル（会津美里町松坂 - 昭和村小野川）
- 喰丸トンネル（昭和村小野川 - 喰丸）
  - 全長：500.0 m
  - 幅員：6.0（8.0） m
  - 有効高：4.5 m
  - 工法：上部半断面先進工法
  - 施工：大沼西部建設共同企業体
  - 滝谷川と野尻川の分水嶺をなす尾根を貫く。狭隘で急カーブ、急勾配の続く旧来の喰丸峠の改良のため、主要地方道会津若松南郷線の地方道改良事業として従来の峠から山頂を挟み東側に1977年度より建設された。1977年11月18日に起工式が行われ、1981年9月30日に開通した。総工費は7億2400万円[20]。
- 椎坂利根トンネル（沼田市利根町園原・国道120号椎坂バイパス）
- 椎坂白沢トンネル（沼田市利根町園原 - 白沢町生枝・国道120号椎坂バイパス）

#### 道の駅
- 福島県

  - 尾瀬檜枝岐（南会津郡檜枝岐村、国道352号重複区間内）
- 群馬県
  - 尾瀬かたしな（片品村）
  - 白沢（利根郡沼田市）

### 未供用区間
- 福島県檜枝岐村燧ケ岳・七入駐車場付近[要検証 – ノート]（国道352号交点） - 群馬県片品村戸倉・大清水小屋付近[21]（群馬県道・福島県道1号沼田檜枝岐線交点）
  - 上記区間は尾瀬国立公園内の尾瀬を縦断する区間で、国道としては開通していないが、代わりに群馬県道・福島県道1号沼田檜枝岐線が結んでいる[1]。ただし、県道1号の当該区間は全線が一般車両進入禁止であり、特に沼山峠から三平峠の区間は歩行者のみが通行できる木道である[1][22]。

### 冬期閉鎖区間
- 会津美里町宮川字牧場 - 同松坂字博士沢
- 昭和村大字小野川字九久竜 - 同中ノ本田
- 昭和村大字大芦字八反田 - 大同矢ノ原山
- 南会津町界字木地道 - 同鹿水入
- 片品村戸倉地内

## 地理
群馬県と新潟県・福島県にまたがる越後山脈越えの一般国道には、国道405号、国道353号、国道17号、国道291号、国道401号があり、当路線である国道401号は、その中で最も東に位置し、群馬県と福島県が接する県境を通るところの唯一の国道である。地形が急峻な場所を通過することから、新三国トンネル(開通前は旧トンネル)を擁する国道17号を除いて、国道401号を含む他の国道4路線はすべて未開通区間となっている。国道401号の未開通区間には、新潟県・群馬県・福島県にまたがる盆地で、国立公園にも指定されている尾瀬の湿原が広がっており、貴重な高山植物などの尾瀬の自然環境保護のために、永続的に国道がつながらないことが確定している。

### 通過する自治体
- 福島県
  - 会津若松市 - 大沼郡会津美里町 - 大沼郡昭和村 - 南会津郡南会津町 - 南会津郡檜枝岐村
- 群馬県
  - 利根郡片品村 - 沼田市

### 交差する道路
福島県
- 国道252号（会津若松市中央1丁目・大町1丁目）
- 国道118号（現道）、国道121号（会津若松市明和町・館馬町・西年貢1丁目・古川町）※両路線とも起点からここまで重複
- 国道118号（若松西バイパス）（会津若松市門田町大字飯寺）
- 国道400号（大沼郡昭和村両原 - 大沼郡昭和村佐倉）
- 国道289号（南会津郡南会津町界 - 南会津郡南会津町山口）
- 国道352号（南会津郡南会津町内川 - 南会津郡檜枝岐村燧ケ岳・七入駐車場付近）

群馬県
- 国道120号（利根郡片品村鎌田・鎌田交差点）※ここから終点まで重複
- 関越自動車道（沼田IC : 沼田市桜町・上原町 沼田I.C交差点）※沼田ICで関越道と直接接続する
- 国道291号（沼田市戸鹿野町・戸鹿野町交差点）※ここから終点まで重複

### 交差する河川
- 福島県
  - 会津若松市
    - 湯川（大橋 : 南花畑/南町 - 錦町/表町）
    - 古川（馬橋 : 錦町/表町 - 館馬町/明和町）
    - 阿賀川（大川）（高田橋 : 門田町大字飯寺 - 北会津町三本松）
    - 藤川（鶴沼橋 : 北会津町西後庵 - 会津美里町宮里）

  - 会津美里町
    - 宮川（宮川橋 : 宮里 - 宮里/外川原 - 高田村東など、5か所で交差）※(1)宮川橋 : 宮里 - 宮里/外川原 - 高田村東、(2)藤江橋 : 西本 - 西尾、(3)西尾、(4)宮川、(5)胡桃橋 : 宮川

  - 昭和村
    - 滝谷川（小野川）
    - 野尻川（下向橋 : 佐倉）
    - 見沢川（大芦）
    - 輪ノ沢川（大芦）
    - 畑沢川（大芦）

  - 南会津町
    - 鹿水川（界、3か所で交差）※(1)(2)(3)橋梁名称不明 : 界
    - 大桧沢川（山口）
    - 小屋川（山口）
    - 小滝川（殿小路橋 : 古町）
    - 白沢川（さくら橋 : 白沢）
    - 伊南川（倭橋 : 白沢 - 浜野など、12か所で交差）※(1)倭橋 : 白沢 - 浜野、(2)内川 - 大原、(3)大原 - 内川、(4)内川 - 大原、(5)大原、(6)小立岩、(7)(8)(9)大桃、(10)檜枝岐村見通 - 高屋敷、(11)檜枝岐村見通 - 滝沢、(12)檜枝岐村大根卸 - 黒岩山

  - 檜枝岐村
    - 上米子川（黒岩山）
    - 伊南川（燧ケ岳）
- 群馬県
  - 片品村
    - 片品川（戸倉大橋 : 戸倉など、3か所で交差）※(1)戸倉大橋 : 戸倉、(2)尾瀬古仲橋 : 土出、(3)太田橋 : 越本
    - 小川（大滝調整池）（尾瀬大橋 : 鎌田）
    - 大立沢川（下平 - 沼田市利根町平川）

  - 沼田市
    - 泙川（利根町平川 - 利根町追貝）
    - 片品川（吹割大橋 : 利根町追貝 - 利根町高戸谷）
    - 白沢川（白沢町生枝 - 白沢町高平）
    - 利根川（新鷺石橋 : 戸鹿野町 - 終点）

### 交差する鉄道
- 福島県
  - JR東日本只見線、会津鉄道会津線（日吉跨線橋[26] : 会津若松市対馬館町/門田町大字日吉 - 桜町/門田町大字日吉）※跨線橋により只見線と会津線をまたぐ
  - JR東日本只見線（会津美里町権現宮 - 高田道上/御田）※踏切による平面交差
- 群馬県
  - JR日本上越線（鷺石跨線橋 : 沼田市戸鹿野町）※跨線橋により上越線をまたぐ

### 峠
- 福島県
  - 博士峠（標高1,070 m、大沼郡会津美里町松坂 - 大沼郡昭和村小野川）
  - 喰丸峠（標高750 m、大沼郡昭和村喰丸）
  - 新鳥居峠（標高840 m、大沼郡昭和村大芦 - 大沼郡南会津町界）
  - 沼山峠（標高1,784 m、南会津郡檜枝岐村燧ケ岳）
- 群馬県
  - 三平峠（尾瀬峠：標高1,760 m、利根郡片品村戸倉）
  - 椎坂峠（標高740 m、沼田市利根町園原 - 沼田市白沢町生枝）